# Municipio de Dolni Chiflik
El municipio de Dolni Chiflik (en búlgaro: Община Долни чифлик) es un municipio búlgaro perteneciente a la provincia de Varna.
En 2011 tiene 19 360 habitantes, el 57,47% búlgaros, el 17,04% turcos y el 2,07% gitanos. La capital municipal es Dolni Chiflik, donde vive la tercera parte de la población municipal.
Se ubica en el sureste de la provincia. La parte oriental del término municipal se halla en la costa del mar Negro y abarca parte de la reserva natural de Kamtchia.

## Localidades
| Localidades    | Cirílico      | Población (diciembre de 2009) |
| -------------- | ------------- | ----------------------------- |
| Dolni Chiflik  | Долни чифлик  | 6706                          |
| Bulair         | Булаир        | 158                           |
| Bardarevo      | Бърдарево     | 87                            |
| Detelina       | Детелина      | 664                           |
| Golitsa        | Голица        | 596                           |
| Goren Chiflik  | Горен чифлик  | 1450                          |
| Grozdyovo      | Гроздьово     | 2389                          |
| Krivini        | Кривини       | 110                           |
| Nova Shipka    | Нова Шипка    | 291                           |
| Novo Oryahovo  | Ново Оряхово  | 206                           |
| Pchelnik       | Пчелник       | 1614                          |
| Rudnik         | Рудник        | 494                           |
| Solnik         | Солник        | 249                           |
| Staro Oryahovo | Старо Оряхово | 2713                          |
| Shkorpilovtsi  | Шкорпиловци   | 704                           |
| Venelin        | Венелин       | 818                           |
| Yunets         | Юнец          | 67                            |
| Total          |               | 19 316                        |